# Phanaeus viridicollis
Phanaeus viridicollis là một loài bọ cánh cứng trong họ Bọ hung (Scarabaeidae).